# Pittoresque

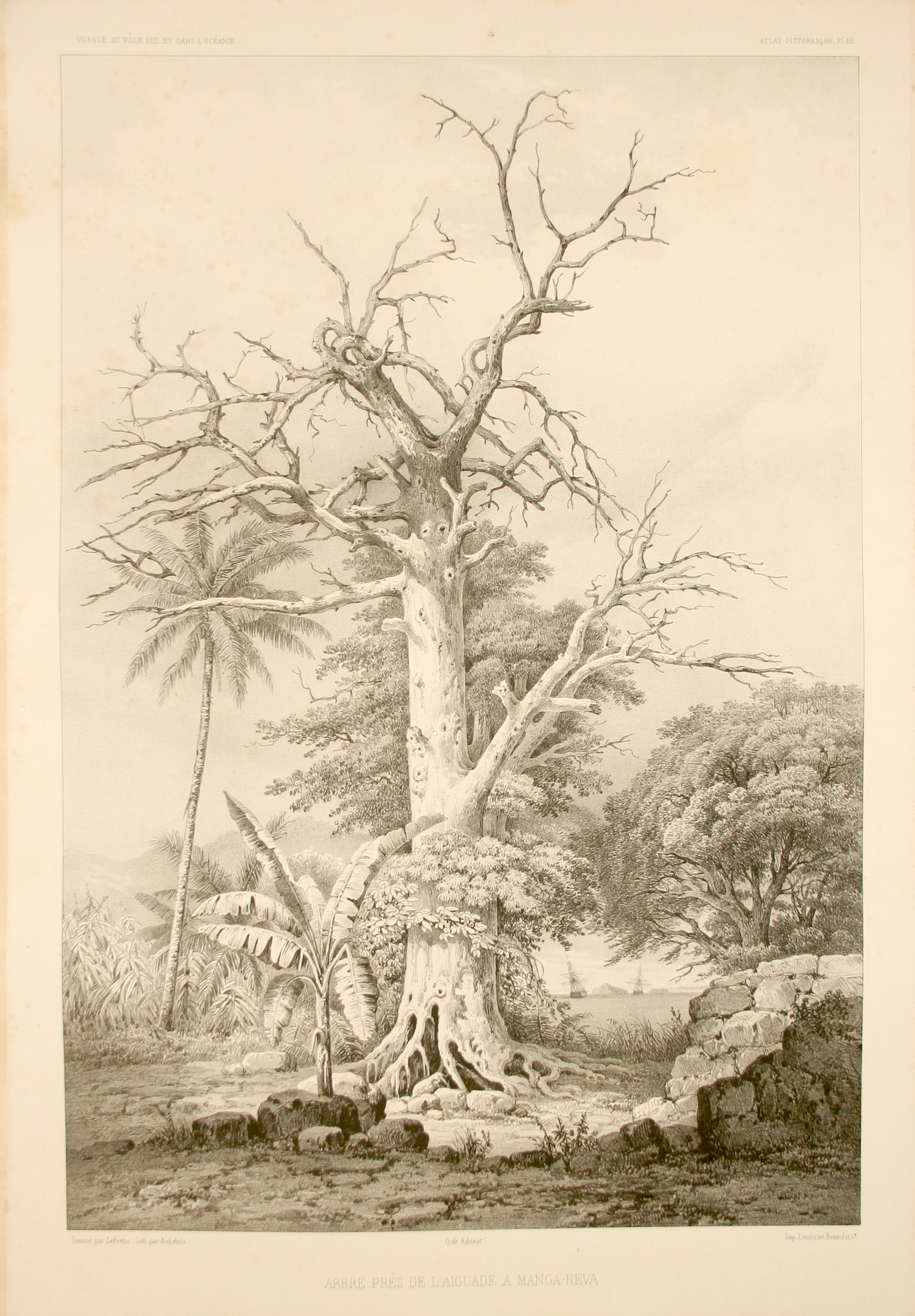
Extrait de l'atlas pittoresque, Voyage au Pôle Sud et dans l'Océanie sur les corvettes L'Astrolabe et La Zélée, Jules Dumont d'Urville, Gide Paris, 1846 (planche 42)

Le pittoresque est originellement la qualité d'une chose digne d'être représentée en peinture. Cette notion esthétique apparait au XVIIIe siècle, et traduit typiquement l'apparence exceptionnelle, colorée, originale, piquante, curieuse ou exotique d'un paysage qui mériterait d'être représenté par un tableau. 
Du sujet pictural, par extension, l'usage de pittoresque s'est étendu pour exprimer la qualité originale, insolite, étrange d'une chose non visuelle : le caractère pittoresque d'une personne, un langage pittoresque, une musique pittoresque, etc.

## AuXVIIIesiècle
Les voyageurs aiment alors le voyage pittoresque ; la gravure accompagne la représentation des paysages. 
Inventée au XVe siècle, elle est suffisamment minutieuse pour décrire les paysages. 
En 1799, William Gilpin décrit les règles de l’esthétique pittoresque dans « Trois essais sur le beau pittoresque ».

## XVIIe-XVIIIesiècle
C'est au XVIIe , puis au  XVIIIe siècle, que se prend, dans les classes les plus hautes de la société européenne, en particulier britannique, l'habitude d'envoyer les jeunes gens parfaire leur éducation classique par ce qu'on appelle alors le Grand Tour : c'est un voyage au cœur de l'Europe classique et pittoresque (Italie, France, Allemagne, Grèce, voire plus tard Asie Mineure...), qui dure parfois plus d'un an, souvent en compagnie d'un tuteur.

## XIXesiècle
C'est la grande période du romantisme durant laquelle l'illustration bénéficie de l’invention de la lithographie mais aussi l’édition des cours de paysage enrichissent les représentations paysagères ; représentations artistiques et paysages sont toujours indissociables. 
La peinture pittoresque est une opération en trois temps, qui correspond à trois types d’artistes spécialisés, comme le montre l’ouvrage de Jean Adhémar sur l’art romantique :
- au début, sur place, des dessinateurs font des croquis sommaires du paysage ; ces artistes sont parfois envoyés sur le terrain par des éditeurs de recueils qui, devant le succès des cours de paysage, souhaitent augmenter leur production. Le paysage n’est plus le relevé d’un voyage mais le produit demandé par un commanditaire et parallèlement, des éditeurs se consacrent entièrement (se spécialisent) dans ces recueils de vues. L’un d’eux, Auguste Bry, a publié les lithographies d’Adolphe Maugendre « Souvenirs de La Roche-Guyon » qui présente notamment le château de La Roche-Guyon. Ces recueils sont tous construits de la même manière ; à chaque fois, les éditeurs les nomment « Vues », « Souvenirs » ou « Voyages » en y accolant le nom du lieu ;
- dans un deuxième temps, des lithographes spécialisés redessinent l’image, par exemple des artistes comme Jean-Louis Tirpenne, auteur d’une vue de l’église troglodytique de Haute-Isle (dans les coteaux de La Roche-Guyon).
- enfin, des spécialistes de figures finissent l’opération en ajoutant des petits personnages ; Victor Adam (1801-1866), le plus célèbre, a ainsi dessiné — à Paris — des habitants de divers pays (d’Afrique, d’Amérique, etc.). Si les personnages changent (en nombre, en attitudes) ils sont presque toujours dans un même contexte : passage du bac, assis sur la rive, gesticulant, remorquant des bateaux sur le chemin de halage, etc. Parmi ces artistes venus à La Roche-Guyon, figurent Monthelier (1829), Alphonse Bichebois (1831), Édouard Hostein (1843), Émile Sagot, etc.